# Musique Staïfi
 (juin 2020).
Si vous disposez d'ouvrages ou d'articles de référence ou si vous connaissez des sites web de qualité traitant du thème abordé ici, merci de compléter l'article en donnant les références utiles à sa vérifiabilité et en les liant à la section « Notes et références ».
La musique Staïfi, ou chanson Sétifienne, est un genre musical populaire et festif représenté en Algérie, certainement le plus populaire après le raï et le kabyle[réf. nécessaire]. Il est basé sur le rythme zendari, rythme originaire de Constantine, et aussi sur un accompagnement présent du clavier. Cette musique est aujourd'hui très présente dans toutes les fêtes maghrébines,.

## Histoire
La musique staifi est une musique festive, destinée à animer tous les types de fête (mariage, baptême, henna...) Son aura se situe originellement dans l'est de l'Algérie, de Sétif, d'où elle tire son nom à Annaba en passant par Constantine, Guelma, Jijel ou Souk-Ahras.
Mais au fur et à mesure, elle s'est étendue à tout le pays grâce à des titres comme Lala medi yedek el henna, Khardjet mel hamam, Jibou el henna, Zawali ou fhal, Nouna, Ya saha ya saha, Aandi wahda simouha lala, ou encore Dawar dawar et Moul cheche.
Basée sur le rythme zendali originaire de Constantine et sur des instruments phares comme la zorna et la derbouka, la musique Staifi a beaucoup évolué avec les chanteurs de la nouvelle génération.
Parmi les chanteurs staifis traditionnels qui étaient accompagnés par un véritable orchestre (zorna, derbouka, deffa, violon, piano, guitare, basse) on peut citer :  Samir Staifi, Bekakchi El Kheir, Mokhtar Mezhoud, El Ghalia, Salah el Guelmi, Zoubir Belkheir, Mohamed Bentoumi ou Noredine Staifi.
D'autres ont pris la relève et ont intégré le synthétiseur dans leur musique comme Djamel Staifi, Cheb Khalass (de Constantine), Cheba Djamila (d'Annaba), Amar Staifi, Cheb Mamine (d'El Eulma), Kamel El Eulmi, Radia Manel (de Sétif), Salah El Eulmi, Cheb Rochdi, Cheb Salim (de Skikda), Cheba Ghania (d'Annaba), Cheb Wahid (de Constantine), Cheb Zinou (d'Annaba), Cheb Farat (de Constantine)... 
La musique Staifi a inspiré aussi des chanteurs d'origine tunisienne comme Amor El Hafsouni, originaire de la ville frontière de Ghardimaou et qui a vécu à Annaba. On peut également citer un chanteur marocain, Cheb Riahi (de Berkane) qui s'inspire du rythme Staifi dans certains de ses titres comme Nji nokhotbek.